# 三电街道
三电街道是中华人民共和国黑龙江省哈尔滨市呼兰区下辖的一个街道，是1987年在哈尔滨第三发电厂家属区基础上设立。三电街道东部紧邻松花江，南部毗邻呼兰河，西靠滨北铁路和哈罗公路。原属松北区，2018年划归呼兰区。

## 行政区划
三电街道下辖以下地区：
三电社区。